# Jean-Baptiste Camille Corot
Jean-Baptiste Camille Corot (Parigi, 16 luglio 1796 – Parigi, 22 febbraio 1875) è stato un pittore francese, considerato uno dei più sensibili paesaggisti dell'Ottocento.

## Biografia

### Giovinezza

#### Un «bambinone timido e impacciato»
Jean-Baptiste-Camille Corot nacque il 16 luglio 1796 a Parigi, al n. 125 di rue du Bac, in uno stabile oggi demolito. La sua famiglia era di estrazione borghese - il padre, Jacques Louis Corot, era un mercante di stoffe e la madre, Marie Françoise Oberson, una rinomata modista - e, a differenza di diversi altri artisti del periodo, non versò mai in condizioni economiche disastrose, poiché i suoi genitori si rivelarono eccellenti amministratori e gestori del patrimonio finanziario familiare.
La formazione del giovane Camille avvenne nell'ambito del Lycée Pierre-Corneille di Rouen. Egli, tuttavia, non era uno studente brillante: il suo rendimento, infatti, era incerto e saltuario e ben presto fu costretto a entrare in un collegio, dove tuttavia continuò a riscuotere bassi profitti scolastici. All'età di diciannove anni Corot era ancora un «bambinone, timido e impacciato: arrossiva quando qualcuno gli parlava, era estremamente imbarazzato in presenza delle belle dame frequentatrici del salotto materno. […] Sotto il profilo emotivo, era un figlio affettuoso e beneducato, che adorava la madre e tremava appena il padre proferiva parola».

#### Formazione pittorica
Nel frattempo Corot su impulso del padre fu avviato nel commercio di tessuti. Il giovane, tuttavia, non aveva alcuna inclinazione per il commercio e non era portato per quelli che definiva «trucchi d'affari», eppure esercitò questo mestiere fino a quando non compì ventisei anni, quando il padre lo affrancò dal negozio e cessò finalmente di ostacolare le sue vocazioni. Gli anni trascorsi nel commercio, tuttavia, gli furono di estremo beneficio e l'esposizione con i variopinti colori dei tessuti non fecero che sviluppare notevolmente il suo senso estetico. Fu forse per sfuggire alla noia che Corot nel 1821 tentò di dipingere qualche quadro, e ne fu immediatamente rapito: il genere pittorico che più lo attrasse fu il paesaggismo, tanto che nelle sue primissime opere si mostrò assai sensibile ai lavori di John Constable e J. M. W. Turner, i due grandi paesaggisti inglesi del Romanticismo. Nel 1817 aprì il suo primo studio nella casa a Ville d’Avray, e a partire dal 1822 fu aiutato dai genitori con generosi aiuti finanziari: come già accennato, infatti, nella sua vita Corot non ebbe mai preoccupazioni economiche e dipinse sempre per proprio diletto.
La formazione pittorica di Corot avvenne tra il 1821 e il 1822 presso Achille Etna Michallon, un emulo di David che gli fornì ottimi consigli esercitando su di lui un'influenza forte e duratura. Grazie a Michallon Corot imparò a tracciare litografie, a trasporre sulla tela forme tridimensionali e a eseguire opere en plein air: furono numerosi, infatti, gli schizzi che realizzò all'aperto, specialmente nella foresta di Fontainebleau, nei villaggi di pescatori della Normandia e nei sobborghi a ovest di Parigi, come Ville-d'Avray, dove i genitori avevano tra l'altro una casa di campagna. Filtrati dall'insegnamento di Michallon, inoltre, Corot recepì i principi della tradizione neoclassica in Francia: fondamentale fu l'esempio di Pierre-Henri de Valenciennes, i cui paesaggi presentavano una visione della realtà che, seppur tipicamente settecentesca, anticipava già la poetica del Romanticismo. Dopo la morte di Michallon proseguì i suoi studi sotto la guida di Jean-Victor Bertin, altro rigoroso paesista classicheggiante. Pur non disdegnando l'insegnamento del maestro, Corot non si limitò a idealizzare i propri paesaggi, bensì intraprese anche a dipingere dal vero: nel corso della sua carriera egli avrebbe accolto entrambe le tendenze nei suoi lavori, spesso combinandole in un elaborato dualismo.

### Primo viaggio in Italia

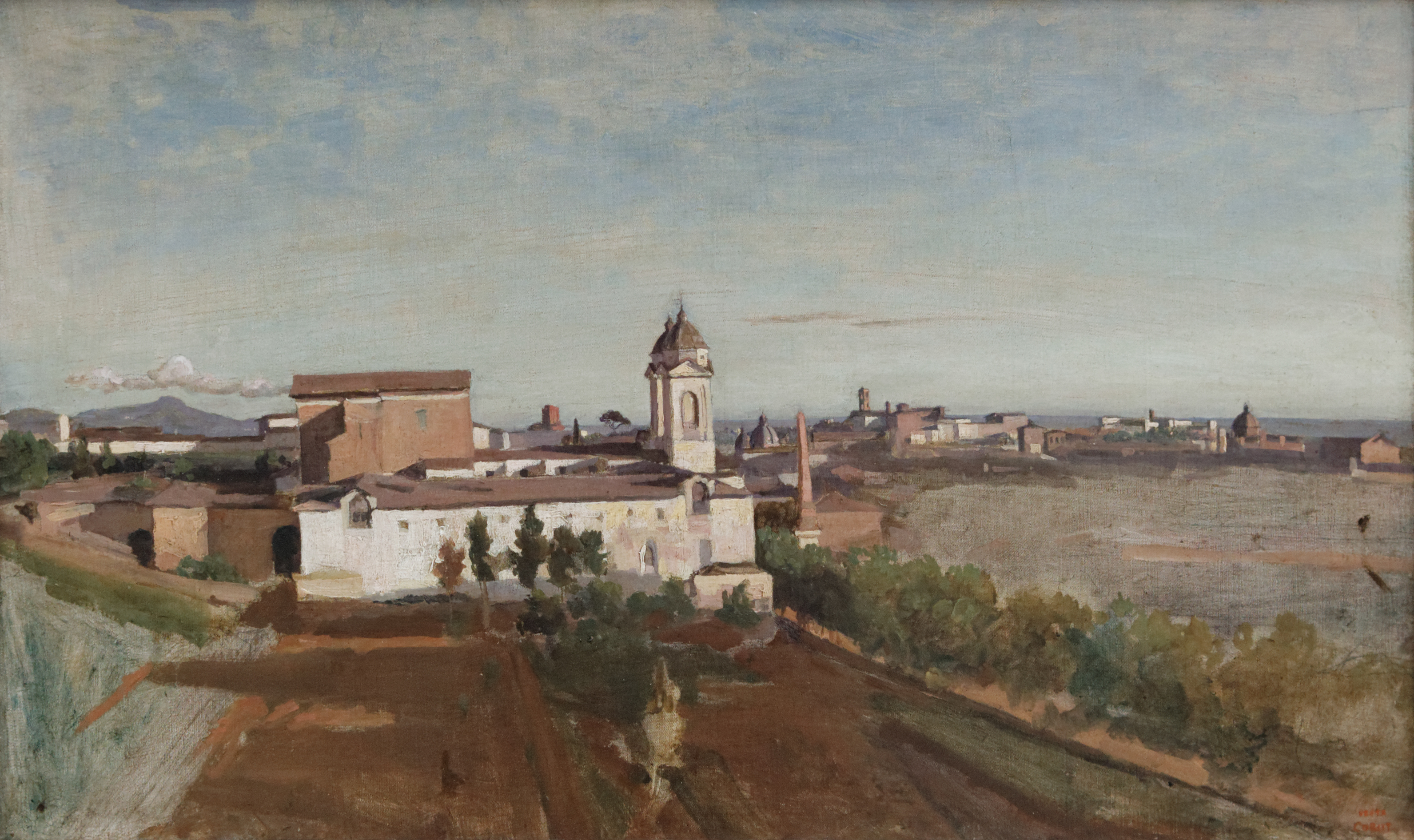
Jean-Baptiste Camille Corot, Trinità dei Monti, 1825-1838, olio su tela, 45x74 cm, Museo del Louvre, Parigi

Nel 1825 Corot intraprese il grand tour, un lungo viaggio per le principali città d'interesse artistico considerato quasi d'obbligo allora per i paesaggisti. La meta scelta da Corot fu l'Italia, paese dove la sua maturazione artistica giunse a una svolta decisiva e dove eseguì ben duecento disegni e centocinquanta dipinti in meno di tre anni.
In Italia Corot ebbe l'opportunità di ammirare città come Roma, Narni, e Tivoli, rimanendone estasiato non solo per il ricchissimo patrimonio artistico, bensì anche per il suadente calore della luce mediterranea che le attorniava. Anche se si dichiarò fervente ammiratore di Leonardo da Vinci, Corot apprese poco dai grandi maestri italiani: il suo più grande insegnamento, infatti, gli fu dato dai paesaggi dell'Agro Romano, grazie ai quali «giunse a una estrema nitidezza nella distribuzione delle masse, nella resa della luce, nella scelta dei toni» (Treccani). A Roma fu anche influenzato dalle vedute di un suo conterraneo, Pierre-Athanase Chauvin, che rappresentava il paesaggio italiano, prendendo spunto da una esperienza diretta.
Nel 1828 Corot visitò anche Napoli, l'arcipelago Campano e il Vesuvio. Fu proprio nella città partenopea che si accostò agli ambienti della scuola di Posillipo. Nello stesso anno, dopo un'affrettata sosta a Venezia, fece ritorno a Parigi.
A catturare l'attenzione di Corot in Italia non vi furono solo la luce e le architetture, bensì anche la languida bellezza delle donne locali: malgrado la forte attrazione che provava, egli continuò a dedicarsi alla pittura con piena e assoluta dedizione, mettendo a punto le sue doti da paesaggista. All'amico Abel Osmond arrivò a confidare:
(Jean-Baptiste Camille Corot)

### Corot, il Salon, La Scuola di Barbizon

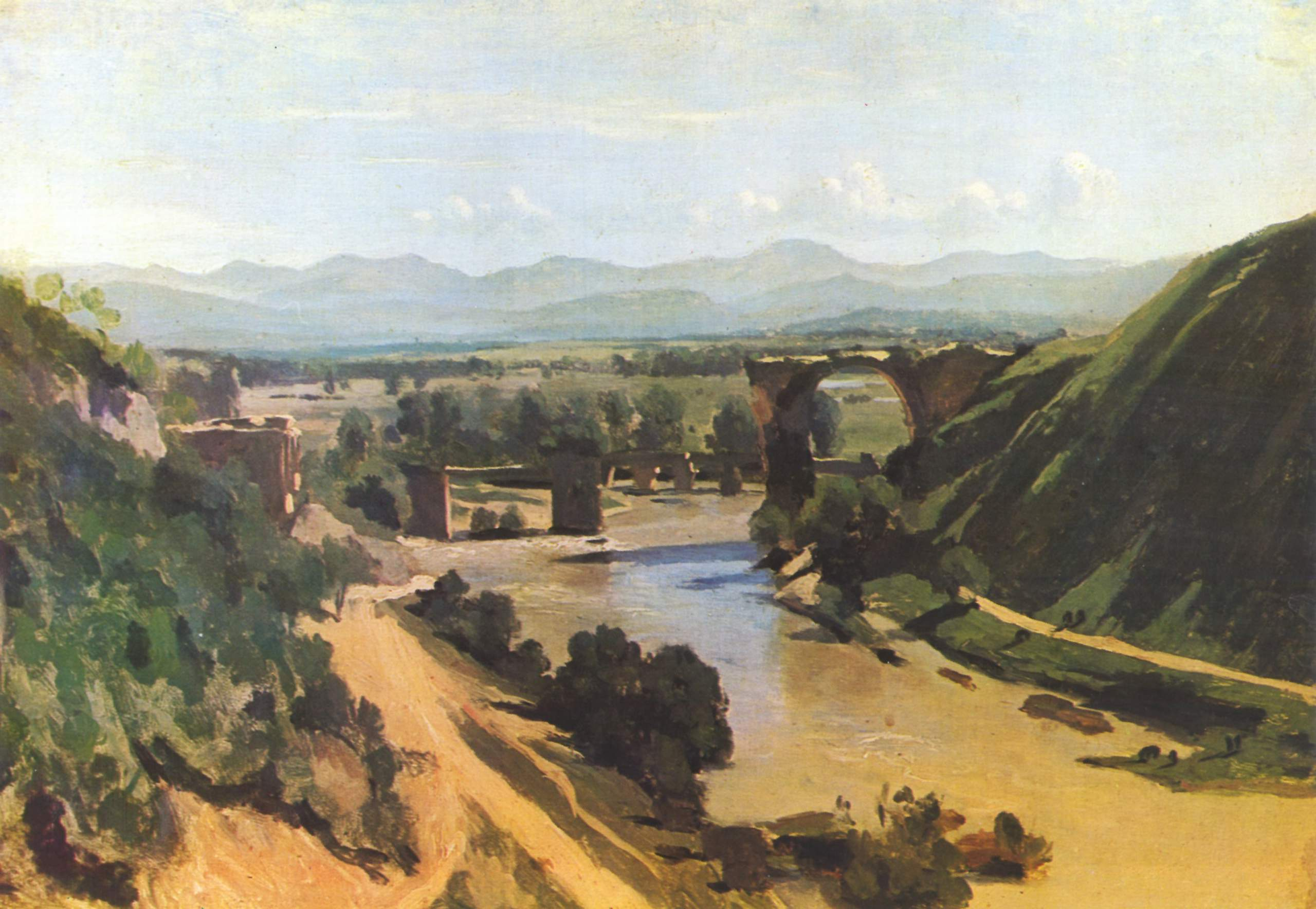
Jean-Baptiste Camille Corot, Ponte di Narni (1826); olio su tela, 34×48 cm, museo del Louvre, Parigi

Dal 1828 al 1834 Corot si occupò principalmente di rielaborare gli schizzi eseguiti durante il viaggio in Italia secondo canoni classicheggianti, così da poterli esporre ai Salon parigini e, eventualmente, fare furore con un pubblico e una giuria ancora vicini alla sensibilità neoclassica. Un esempio di questi saggi è Il ponte di Narni (1826), opera in cui riprese il bozzetto di un acquedotto romano diroccato e lo trasformò in uno scenario pastorale falsamente idillico con l'aggiunta di grandi alberi frondosi e immense distese di prati. Fu una ricomposizione che in effetti piacque alla giuria del Salon: ciò malgrado, molti già ravvisarono nel dipinto una trattazione della luce che già prelude alla pittura impressionista.
Pur continuando a servirsi dei bozzetti romani per le esposizioni ufficiali al Salon, in questi anni Corot viaggiò in Normandia e a Rouen, riprendendo frequentemente l'attività en plein air. Inoltre, pur dedicandosi prevalentemente alla pittura di paesaggio, Corot non disdegnò lo studio di figura e la ritrattistica, e chiese spesso ad amici e parenti di posare per lui: il ritratto della nipote Laure Sennegon, ad esempio, riscosse uno sfolgorante successo e sarebbe poi stato donato al Louvre.

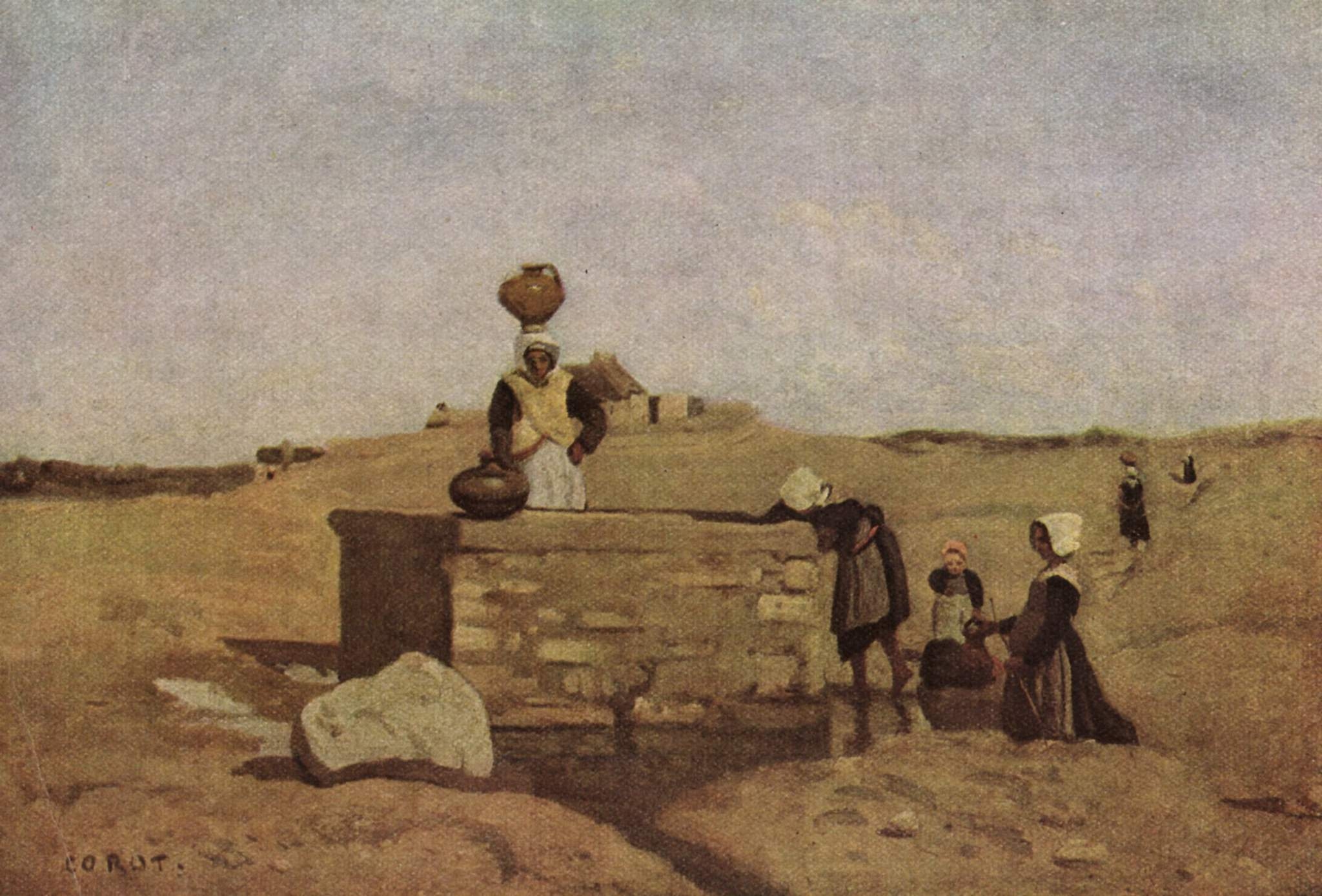
Camille Corot, Donne bretoni alla fonte, 1840, Louvre

Nella primavera del 1829 Corot si recò a Barbizon, città incastonata nell'incontaminata foresta di Fontainebleau, per poterne ritrarre le bellezze naturali: del 1830 è una Veduta della Foresta di Fointanebleau, quadro che fu abbastanza ben accolto. Nello stesso anno egli entrò in contatto con altri pittori che amavano dipingere dal vero, quali Théodore Rousseau, Paul Huet, Constant Troyon, Jean-François Millet, e il giovane Charles-François Daubigny. Da questo variegata colonia di artisti nacque poi la scuola di Barbizon, gruppo che avrebbe poi operato un profondo rinnovamento nello studio dal vero e nella pittura paesaggistica: Corot, in tal senso, esercitò un influsso rilevante su di esso influenzandone positivamente gli sviluppi. Si trattò, insomma, di un periodo assai fecondo dal punto di vista artistico: ciò malgrado, l'accoglienza dei dipinti che espose ai Salon del 1831 e del 1833 fu assai fredda, e fu proprio questo insuccesso a sollecitarlo a fare ritorno in Italia.

### La celebrità

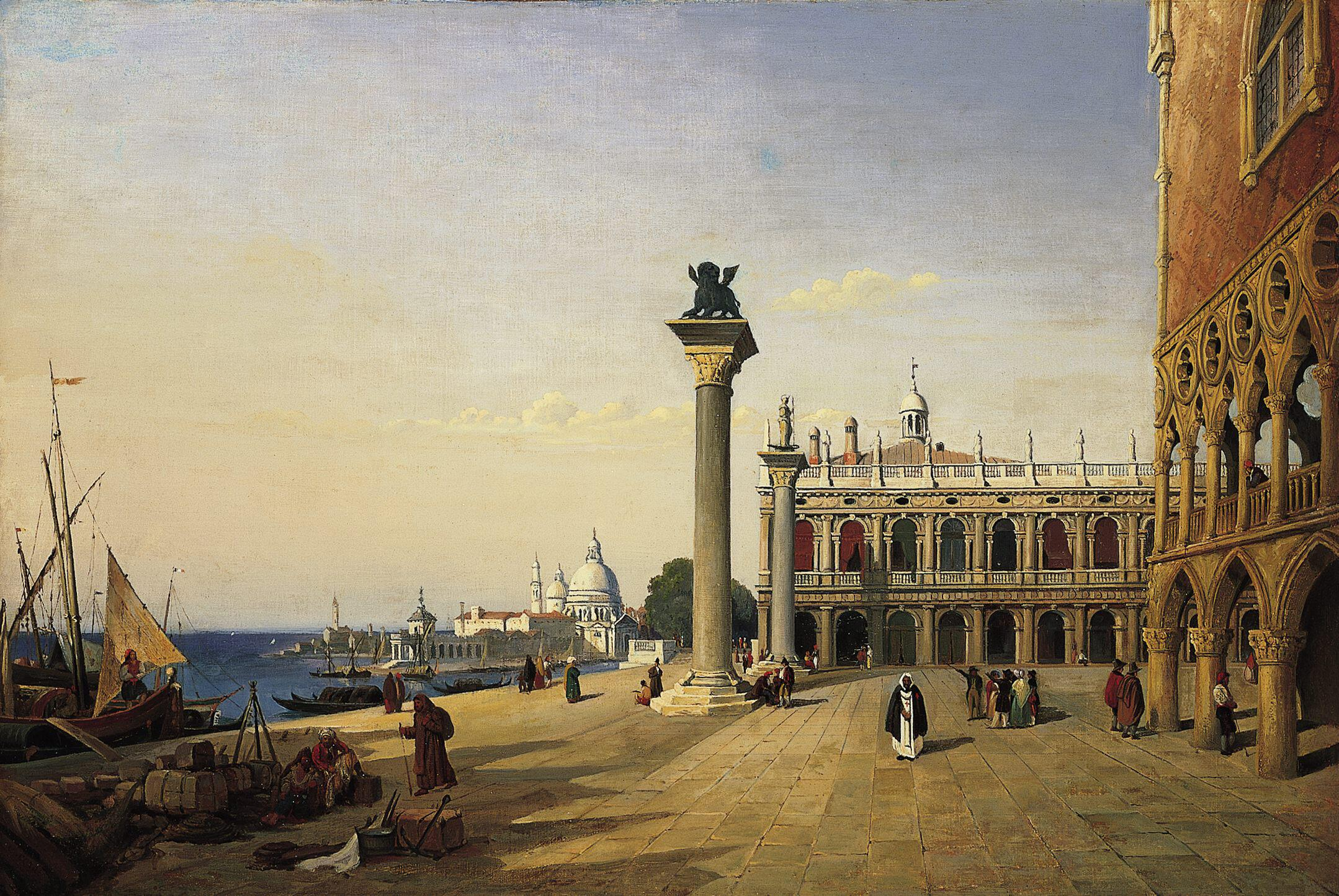
Jean-Baptiste Camille Corot, La piazzetta vista dalla Riva degli Schiavoni (1835-1845); olio su tela, Norton Simon Museum, Pasadena, California

In effetti Corot si recò per la seconda volta in Italia nel 1834, soggiornando soprattutto a Venezia e in Toscana: si interessò in particolare al lato più aspro e selvaggio della natura, come testimoniano le due tele su Volterra, eseguite nel 1834. Sulla strada del ritorno, tuttavia, si fermò in Lombardia, rimanendo incantato dalle leggere foschie che aleggiavano sullo specchio d'acqua del lago di Como: questo gusto per i paesaggi avvolti dalla nebbia avrebbe influenzato in modo decisivo la sua arte.
Nonostante il viaggio in Italia, le opere di Corot continuarono a essere accolte freddamente dal Salon. Ciò malgrado, egli trovò un inestimabile ammiratore: si trattava di Charles Baudelaire, poeta francese che arrivò a difenderlo dai detrattori e persino a definirlo «capo della moderna scuola di paesaggio». Grazie agli apprezzamenti di Baudelaire, Corot iniziò gradualmente a conquistare il favore della critica e del pubblico, arrivando persino a esser nominato membro della giuria del Salon nel 1848. Corot consacrò tuttavia la sua celebrità solo con l'Esposizione Universale del 1855, quando Napoleone III acquistò un suo dipinto Il carretto, ricordo di Marcoussis: ebbe così inizio un decollo artistico che culminò nel 1859, quando i numerosi dipinti esposti al Salon riscossero un successo clamoroso. In quell'anno Corot poteva vantare una folta schiera di ammiratori entusiasti (come Eugène Delacroix), di acquirenti e persino di allievi, come Camille Pissarro, futuro caposcuola dell'Impressionismo.
Nonostante la fama iniziasse ad arridergli Corot continuò a peregrinare per le campagne, continuando a dipingere con spregiudicatezza formale sia i paesaggi (rigorosamente en plein air) che le figure e cogliendo occasionalmente spunti anche dal Romanticismo.
Dal 1866 al 1870 ripetute crisi di gotta non permetteranno a Corot, «che Théophile Gautier chiamerà il La Fontaine della pittura», che trovava la bellezza  lontana dai personaggi e dai gesti eroici, «di dedicarsi ai  suoi incessanti viaggi di cacciatore di immagini attraverso la campagna. Egli rimane nel suo studio parigino e continua una serie di ritratti, o piuttosto di quadri di figura».
Morì, infine, a Parigi il 22 febbraio 1875.

## Stile

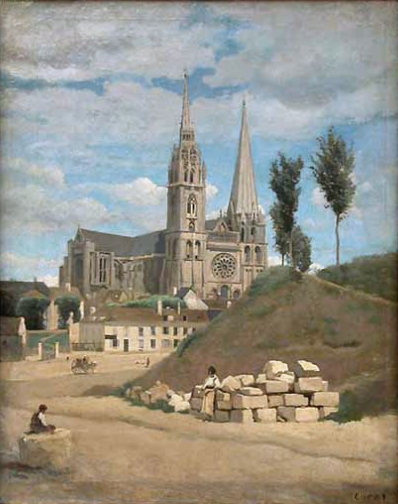
Jean-Baptiste Camille Corot, La cattedrale di Chartres (1830); olio su tela, 64×51.5 cm, Museo del Louvre, Parigi

Corot è una delle figure più significative della pittura di paesaggio. Le sue opere, infatti, attingono a piene mani dalla tradizione neoclassica e, al contempo, anticipano le innovazioni en plein air dell'Impressionismo. Claude Monet, nel 1897, avrebbe detto di lui: «Qui c'è un solo grande maestro: Corot. Non siamo nulla nei suoi confronti, nulla». Né il suo contributo nella pittura di figura è meno importante: Edgar Degas, altro noto pittore impressionista, preferiva le sue figure rispetto ai suoi paesaggi, e in tal senso Corot esercitò un'influenza che traspare persino nelle tele di Pablo Picasso. Nella sua vita eseguì più di tremila dipinti ed era considerato dai contemporanei come uno dei massimi paesaggisti mai esistiti, a lato di nomi illustri come Claude Lorrain, John Constable e J. M. W. Turner.
I critici d'arte suddividono l'oeuvre di Corot in due periodi fondamentali, giocoforza vaghi considerando che egli spesso completava un quadro solo anni dopo averlo iniziato. Nel suo periodo giovanile Corot realizzava quadri per lo più tradizionali, con una precisione quasi analitica nella definizione degli elementi pittorici, mediante l'adozione di spesse linee di contorno e di pennellate sobrie e sottili: non di rado, inoltre, preparava alla grossa l'opera d'arte prima della sua effettiva stesura con l'esecuzione di ébauche o abbozzi. Dopo il suo cinquantesimo anno di età iniziò a caricare le proprie opere di una maggiore intensità lirica, utilizzando pennellate più brusche e vigorose e, talvolta, persino impressionistiche. Notevole anche la bipartizione della sua opera, che risultava scandita in una produzione ufficiale, destinata ai Salon e incentrata su paesaggi classicheggianti ricchi di ninfe e pastori, e una più intima e personale, libera dalle regole accademiche e animata dal calore della luce mediterranea o dalla vacuità delle atmosfere nebbiose, con dettagli nitidi, quasi fotografici.
Seppur sia spesso considerato un precursore della pratica impressionista, Corot maturò un rapporto con i paesaggi ancora spiccatamente tradizionale. Se confrontata con la stagione impressionista, infatti, la tavolozza di Corot è molto sobria, dominata da marroni e neri («colori proibiti» tra gli Impressionisti) oltre che da verdi scuri e argentei. Sebbene appaiano alle volte rapide e spontanee, le sue pennellate sono generalmente molto caute e contenute, così come le sue composizioni pittoriche, ben studiate e rese in modo semplice e conciso, così da accrescere gli effetti poetici dell'immaginazione. Tradizionale è anche il modo con cui egli si accostava ai soggetti: Corot, sebbene sia uno dei maggiori esponenti della pittura en plein air, dipingeva sostanzialmente in studio. Egli, infatti, si limitava ad eseguire alcuni rapidi schizzi all'aperto, per poi rielaborarli in un nuovo dipinto più complesso nella comodità del suo atelier.